# Mistrzostwa Czterech Narodów w Łyżwiarstwie Figurowym 2018
Mistrzostwa Czterech Narodów w Łyżwiarstwie Figurowym 2018 – zawody łyżwiarstwa figurowego dla reprezentantów państw Grupy Wyszehradzkiej (Czechy, Polska, Słowacja, Węgry). Zawody rozgrywano od 14 do 16 grudnia 2017 roku w Koszycach.
Kolejność miejsc zajmowanych przez reprezentantów danego kraju w każdej z konkurencji determinowała wyniki końcowe ich mistrzostw krajowych (2018) w kategorii seniorów.
Wśród solistów triumfował reprezentant Polski Igor Rezniczenko, zaś wśród solistek Czeszka Eliška Březinová. W konkurencji par tanecznych zwyciężyli reprezentanci Polski Natalia Kaliszek i Maksym Spodyriew. Konkurencja par sportowych nie została rozegrana.

## Wyniki

### Soliści
| Poz. | Zawodnik             | Nota łączna | SP | SP    | FS | FS     |
| ---- | -------------------- | ----------- | -- | ----- | -- | ------ |
| 1    | Igor Rezniczenko     | 200,21      | 1  | 69,85 | 2  | 130,36 |
| 2    | Jiří Bělohradský     | 189,92      | 3  | 61,01 | 3  | 128,91 |
| 3    | Matyáš Bělohradský   | 186,44      | 6  | 55,95 | 1  | 130,49 |
| 4    | Krzysztof Gała       | 177,97      | 2  | 62,54 | 4  | 115,43 |
| 5    | Petr Kolařík         | 170,03      | 4  | 58,26 | 5  | 111,77 |
| 6    | Jan Kurník           | 161,93      | 9  | 53,09 | 6  | 108,84 |
| 7    | Alexander Maszljanko | 156,01      | 5  | 56,36 | 7  | 99,65  |
| 8    | Michael Neuman       | 153,85      | 8  | 54,31 | 8  | 99,54  |
| 9    | Filip Scerba         | 153,59      | 7  | 55,58 | 9  | 98,01  |
| 10   | Olgierd Febbi        | 146,00      | 11 | 50,04 | 12 | 95,96  |
| 11   | Ryszard Gurtler      | 144,74      | 10 | 52,11 | 14 | 92,63  |
| 12   | Alexander Borovoj    | 142,36      | 12 | 49,47 | 13 | 92,89  |
| 13   | Mate Borocz          | 139,27      | 14 | 48,16 | 15 | 91,11  |
| 14   | Tomáš Kupka          | 138,16      | 15 | 47,56 | 16 | 90,60  |
| 15   | Łukasz Kędzierski    | 138,11      | 18 | 41,77 | 11 | 96,34  |
| 16   | Jakub Kršňák         | 137,83      | 19 | 39,99 | 10 | 97,84  |
| 17   | Eryk Matysiak        | 133,54      | 17 | 44,86 | 17 | 88,68  |
| 18   | Andrzej Siciński     | 131,15      | 16 | 46,13 | 18 | 85,02  |
| 19   | Marco Klepoch        | 128,09      | 13 | 48,44 | 19 | 79,65  |

### Solistki
| Poz. | Zawodniczka               | Nota łączna | SP | SP    | FS | FS    |
| ---- | ------------------------- | ----------- | -- | ----- | -- | ----- |
| 1    | Eliška Březinová          | 149,20      | 3  | 51,51 | 1  | 97,69 |
| 2    | Fruzsina Medgyesi         | 140,53      | 2  | 51,82 | 3  | 88,71 |
| 3    | Ivett Tóth                | 136,98      | 4  | 47,39 | 2  | 89,59 |
| 4    | Elżbieta Gabryszak        | 134,27      | 5  | 47,35 | 4  | 86,92 |
| 5    | Dahyun Ko                 | 133,75      | 1  | 51,96 | 6  | 81,79 |
| 6    | Silvia Hugec              | 131,35      | 6  | 46,97 | 5  | 84,38 |
| 7    | Michaela Lucie Hanzlíková | 119,13      | 9  | 40,35 | 8  | 78,78 |
| 8    | Aneta Janiczková          | 118,83      | 7  | 41,80 | 9  | 77,03 |
| 9    | Natálie Kratěnová         | 117,39      | 12 | 37,62 | 7  | 79,77 |
| 10   | Nina Letenayová           | 112,81      | 14 | 36,13 | 10 | 76,68 |
| 11   | Jelizawieta Ukołowa       | 112,23      | 8  | 41,65 | 14 | 70,58 |
| 12   | Dária Jakab               | 110,88      | 10 | 40,15 | 13 | 70,73 |
| 13   | Maria Sofia Pucherova     | 110,80      | 13 | 36,36 | 11 | 74,44 |
| 14   | Oliwia Rzepiel            | 108,44      | 16 | 34,11 | 12 | 74,33 |
| 15   | Coco Colette Kamiński     | 98,83       | 11 | 39,00 | 18 | 59,83 |
| 16   | Natalia Lerka             | 97,22       | 18 | 32,31 | 15 | 64,91 |
| 17   | Paulina Hryniewicz        | 95,73       | 17 | 33,55 | 17 | 62,18 |
| 18   | Elisabeth Harsh           | 95,08       | 19 | 31,87 | 16 | 70,58 |
| 19   | Lucie Popkova             | 91,52       | 15 | 34,17 | 19 | 57,35 |

### Pary taneczne
| Poz. | Zawodnicy                                | Nota łączna | SD | SD    | FD | FD    |
| ---- | ---------------------------------------- | ----------- | -- | ----- | -- | ----- |
| 1    | Natalia Kaliszek / Maksym Spodyriew      | 162,16      | 1  | 65,04 | 1  | 97,12 |
| 2    | Anna Janowska / Adam Lukacs              | 144,72      | 2  | 58,16 | 2  | 86,56 |
| 3    | Justyna Plutowska / Jérémie Flemin       | 143,56      | 3  | 58,10 | 4  | 85,46 |
| 4    | Cortney Mansour / Michal Češka           | 142,44      | 4  | 56,22 | 3  | 86,22 |
| 5    | Lucie Myslivečková / Lukáš Csölley       | 131,62      | 5  | 49,80 | 5  | 81,82 |
| 6    | Anastasija Polibina / Radosław Barszczak | 121,14      | 6  | 46,56 | 6  | 74,58 |

## Medaliści mistrzostw krajowych
| Państwo  | Konkurencja   | Złoto                               | Srebro                             | Brąz                                     |
| -------- | ------------- | ----------------------------------- | ---------------------------------- | ---------------------------------------- |
| Czechy   | Soliści       | Jiří Bělohradský                    | Matyáš Bělohradský                 | Petr Kolařík                             |
| Czechy   | Solistki      | Eliška Březinová                    | Dahyun Ko                          | Michaela Lucie Hanzlíková                |
| Czechy   | Pary taneczne | Cortney Mansour / Michal Češka      | DNS                                | DNS                                      |
| Polska   | Soliści       | Igor Rezniczenko                    | Krzysztof Gała                     | Olgierd Febbi                            |
| Polska   | Solistki      | Elżbieta Gabryszak                  | Oliwia Rzepiel                     | Coco Colette Kaminski                    |
| Polska   | Pary taneczne | Natalia Kaliszek / Maksym Spodyriew | Justyna Plutowska / Jérémie Flemin | Anastasija Polibina / Radosław Barszczak |
| Słowacja | Soliści       | Michael Neuman                      | Jakub Kršňák                       | Marco Klepoch                            |
| Słowacja | Solistki      | Silvia Hugec                        | Nina Letenayová                    | Maria Sofia Pucherova                    |
| Słowacja | Pary taneczne | Lucie Myslivečková / Lukáš Csölley  | DNS                                | DNS                                      |
| Węgry    | Soliści       | Alexander Maszljanko                | Alexander Borovoj                  | Mate Borocz                              |
| Węgry    | Solistki      | Fruzsina Medgyesi                   | Ivett Tóth                         | Dária Jakab                              |
| Węgry    | Pary taneczne | Anna Janowska / Adam Lukacs         | DNS                                | DNS                                      |